# ناحية زوارة
ناحية زوارة (بالفارسية: بخش زواره) هي ناحية من نواحي مقاطعة أردستان، أصفهان، إيران. في تعداد عام 2006م، كان عدد سكانها 12,747 في 3,629 عائلة. فيها مدينة واحدة: زوارة. وقسمان ريفيان: قسم ريغستان الريفي وقسم سفلى الريفي.